# Vogue (песня)
«Vogue» — песня американской певицы Мадонны, выпущенная лейблом Sire Records в качестве сингла с саундтрек-альбома I’m Breathless. Существует несколько версий песни: стандартная сингл-версия, ремикс и более продолжительная версия, представленная на сборниках хитов The Immaculate Collection и Celebration. Композиция стала одним из самых успешных хитов в творчестве Мадонны и возглавляла чарты более чем в 30 странах мира, включая Австралию, Канаду, Великобританию и Соединённые Штаты Америки.

## Предыстория
В конце 1989 года с альбома Like a Prayer уже было выпущено три сингла «Like a Prayer», «Express Yourself» и «Cherish». Четвёртый сингл «Dear Jessie» вошёл пятерку лучших песен европейских чартов, а песня «Oh Father» занимала двадцатые строчки. Для того, чтобы поднять интерес слушателей к последнему синглу «Keep It Together», Мадонна и Шеп Петтибон решили сочинить песню «Vogue» и поместить её на обратную сторону «Keep It Together». Вдохновением для создания композиции и сопутствующего музыкального видеоклипа послужило одноимённое танцевальное направление, популярное в клубах Нью-Йорка, подпольных гей-барах, в которых танцоры использовали серии сложных движений рук и позы тела, имитирующие девушек с обложки журнала «Vogue».
После презентации песни руководству лейбла Warner Bros. творческая команда пришла к мнению, что песня слишком хороша, чтобы оставаться на стороне «Б», и они решили выпустить её в качестве самостоятельного сингла. Несмотря на то, что песня не имела ничего общего с подающим надежды новым фильмом Мадонны — «Дик Трейси», её включили в список композиций альбома I’m Breathless, который состоял только из песен, используемых в фильме. Мадонна видоизменила несколько нецензурных слов, так как она выходила в составе саундтрека Walt Disney фильма.
«Vogue» содержит семплы некоторых песен эры Диско. Основная линия песни взята из «Love Is The Message» группы MFSB. Струнные инструменты оркестра и рожок появились от «Ooh, I Love It (Love Break)» в исполнении Salsoul Orchestra. Некоторые вокальные семплы были взяты из «Love Break» 12" Remix и Dub Version. Семпл «Like a Virgin» так же присутствует в песне.
Музыкальный критик Bill Lamb с About.com комментировал песню «…возможно, это самая идеальная танцевальная песня Мадонны, наиболее успешной артистки всех времен…». Он назвал «Vogue» второй в списке «Лучшая десятка популярных песен 1990 года» и семнадцатой в — «Лучшая сотня популярных песен 90-х». В 2003 году журнал Q-Magazine попросил фанатов Мадонны выбрать лучшую двадцатку синглов певицы за все время её творческой карьеры. Песня «Vogue» заняла 14 строчку в этом списке.
Песня была использована в фильме Дьявол носит Prada во время сцены с Энн Хэтэуэй.

## Чартовые характеристики

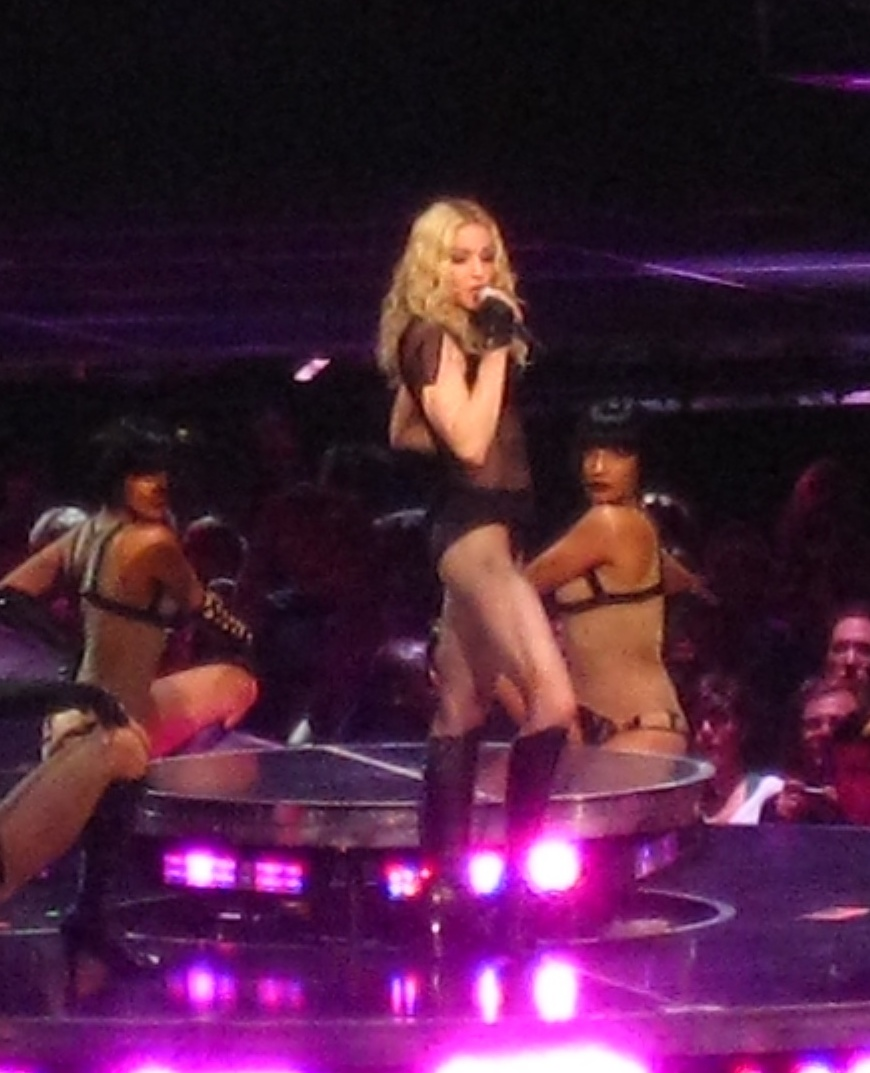
Мадонна исполняет «Vogue» в турне Sticky & Sweet Tour

Массовая популярность сингл версии и ремикса, так же как и черно-белое видео, режиссёром которого стал Дэвид Финчер, сделала песню хитом первой величины во многих странах. В Великобритании песня вышвырнула «The Power» группы Snap! с первой строчки чарта и сама задержалась там в течение четырёх недель, продолжая тенденцию популяризации песни в остальных чартах. Сингл стал мульти-форматным, так как был выпущен в 7", 12", CD и кассетном формате, так же лейбл выпустил четыре версии с ограниченным тиражом: 12 с плакатом стиля 80-х, 12 с нецензурным плакатом и дополнительным ремиксом на стороне «Б», 7 и 12 дисков с изображениями. В Соединённых Штатах сингл достиг мульти-платинового статуса. В Австралии песня была издана в формате Дубль-А совместно с «Keep It Together», и заняла верхнюю строчку главного чарта страны.
В Соединённых Штатах Америки массивная ротация на радиостанциях страны, продажи сингла и большой спрос на видеоклип помогли дебютировать песне на 39 строчке чарта 14 апреля 1990 года. Песня достигла первого места в Billboard Hot 100 на шестой неделе пребывания в чарте, сместив песню «Nothing Compares 2 U» ирландской певицы Шинейд О’Коннор, которая удерживала вершину чарта четыре недели подряд. «Vogue» так же занял первое место в чарте Hot Dance Club Play и продержался там две недели, а также стал первым мульти-платиновым синглом в карьере Мадонны на территории Соединённых Штатов.
В те времена «Vogue» стал огромнейшим хитом в карьере певицы, став синглом номер один в более чем 30-ти странах. Позже этот рекорд был превзойден Мадонной, и был занесен в книгу Мировые рекорды Гиннесса с синглом «Hung Up», который возглавил чарты в 45 странах по всему миру в 2005-м.
Успех «Vogue» поднял продажи альбома «I’m Breathless», добавил публики в турне Мадонны Blond Ambition World Tour, и произвел солидную рекламу к фильму «Дик Трейси».

## Музыкальное видео
Существует две версии музыкального видео: стандартная версия для телевидения и версия — 12" remix, которая является расширенной, то есть продолжительность клипа больше на три минуты. VH1 также выпустил Pop-Up music video версию.
Музыкальное видео «Vogue» получило девять из девяти возможных номинаций в ежегодной церемонии награждения за создание видеоклипов MTV Video Music Awards, став самым номинируемым видео в этой церемонии. «Vogue» победило в номинациях Лучшая режиссура видео, Лучшее редактирование в видео, и Лучшая кинематография в видео.
- Режиссёр: Дэвид Финчер (David Fincher)
- Продюсер: Vicki Niles
- Режиссёр фотографии: Pascal Lebegue
- Редактор: Jim Haygood
- Арт-директор: Lauryn Leclere, Jeri McManus
- Фотограф по постерам: Lorraine Day
- Художник: Leonardo
- Хореографы и управление: Karole Armitage, Luis Camacho, Jose Guitirez, Feddy De Mann, Renne Sandmann
- Благодарность: Junior Vasquez
- Производственная компания: Propaganda Films

## Живое выступление

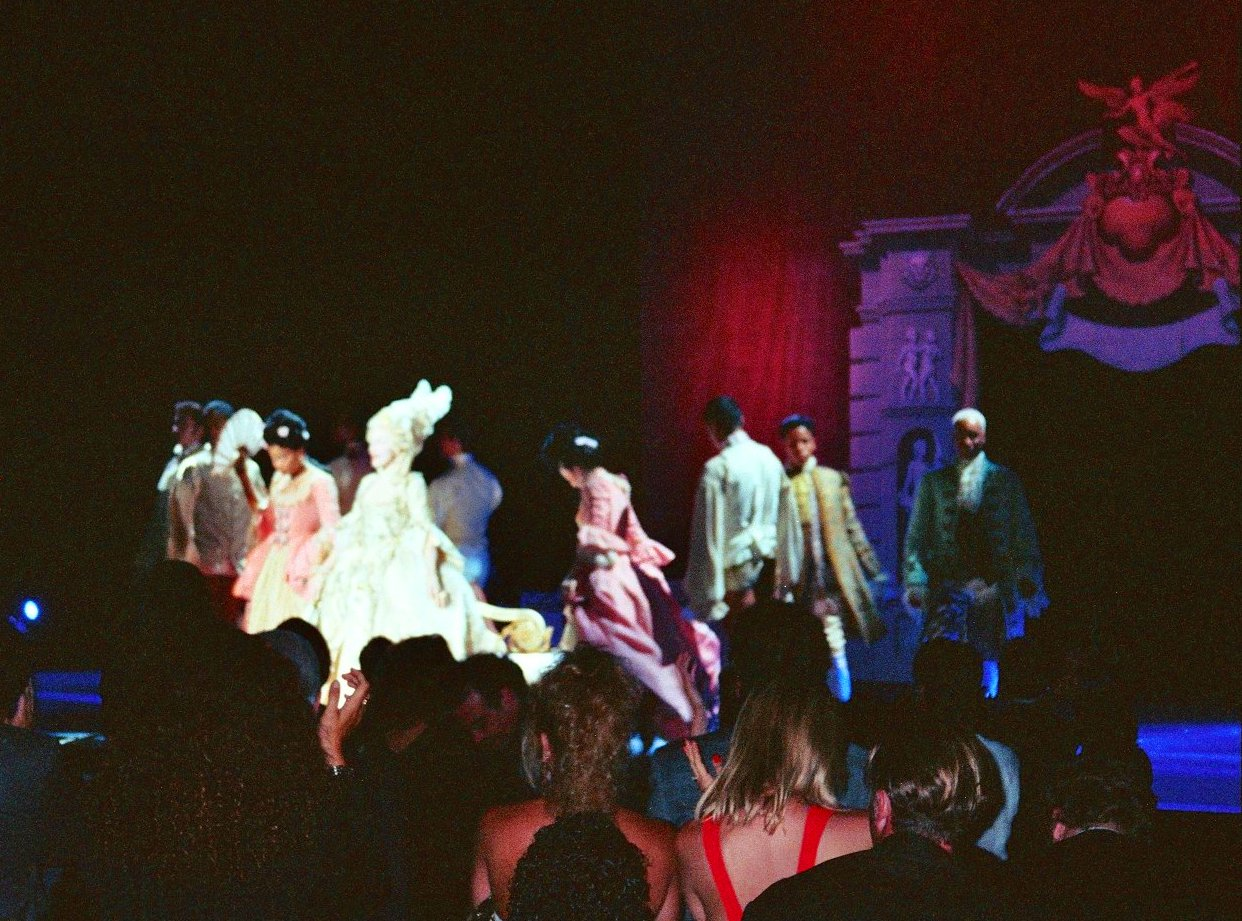
Выступление Мадонны на церемонии MTV Video Music Awards.

Песня была включена в турне Мадонны — Blond Ambition World Tour. Затем живое выступление с «Vogue» на церемонии MTV Video Music Awards добавило широкой известности песне и видео с выступления было включено в релиз сборника The Immaculate Collection. Мадонна и её танцоры выступали в костюмах в стиле Марии-Антуанетты, однако, писалось, что певица воплощает образ маркизы де Помпадур. На Мадонне было одето платье Мишель Пфайффер из фильма «Опасные связи». Во время представления Мадонна и её танцоры сверкали своими предметами нижнего белья, пока исполняли свои танцевальные движения; в один момент Мадонна прижала лица двух танцоров к своей груди, в другой — один из её танцоров также приласкал груди певицы.
Мадонна исполнила песню в своем турне The Girlie Show World Tour в 1993 году, где певица была в большом, украшенном бусами, головном уборе, как в мюзикле «Король и я», и музыкальная аранжировка имела восточный стиль звучания.
В 2004 певица открывала песней «Vogue» своё турне Re-Invention World Tour. Версия этой песни была включена в сет-лист I’m Going to Tell You a Secret.
В течение 2008—2009 года Мадонна снова исполнила песню «Vogue» в рамках тура Sticky and Sweet Tour. Мелодия была смешана с песней «4 Minutes», объединяя её два известных хита. Так же были использованы следующие семплы песен Тимбалэнда — «Give It to Me» и U2 — «Discothèque».
«Vogue» также появилась в турне 2012 года MDNA Tour и в турне 2019-2020 годов Madame X Tour.

## Звездные имена Голливуда
Текст песни (рэп вставка) включает имена семнадцати звезд 1920-х, 30-х, 40-х и 50-х годов:
- Грета Гарбо
- Мэрилин Монро
- Марлен Дитрих
- Джо Димаджо
- Марлон Брандо
- Джеймс Дин
- Грейс Келли
- Джин Харлоу
- Джин Келли
- Фред Астер
- Джинджер Роджерс
- Рита Хейворт
- Лорен Бэколл
- Кэтрин Хепбёрн
- Лана Тёрнер
- Бетт Дейвис

Девять звезд из семнадцати на время издания сингла были живы: Гарбо (которая умерла меньше чем через месяц после выхода сингла), Дитрих, Димаджо, Брандо, Джин Келли, Джинджер Роджерс, Лорен Бэколл, Кэтрин Хэпбёрн и Лана Тёрнер.

## Кавер-версии
- Семпл «Vogue» был использован в песне Мадонны «Deeper and Deeper» 1992 года.
- На трибьют-альбоме «Virgin Voices» в честь Мадонны, кавер-версию песни исполнила британская группа электронно-инструментальной музыки Astralasia.
- Финская группа Waltari записала кавер-версию на эту песню.
- Танцевальную версию песни Mad’House можно найти на их альбоме «Absolutely Mad».
- Кайли Миноуг исполнила песню в рамках турне Showgirl: The Homecoming Tour, с собственной песней «Burning Up» в качестве фоновой музыки. Песня также была исполнена в рамках турне For You, For Me Tour.
- Рианна исполнила песню на шоу Conde Nast Media Group’s Fashion Rocks в 2008 году.
- Бритни Спирс исполнила песню в рамках турне …Baby One More Time Tour
- Анимационная музыкальная группа Alvin and the Chipmunks выпустила кавер-версию песни на своем альбоме «Club Chipmunk: The Dance Mixes» в 1996 году
- В эпизоде «Сила Мадонны» телесериала «Хор» героиня Сью Сильвестер в исполнении Джейн Линч появляется в собственном видеоклипе на песню «Vogue».

## Наследие
С релизом песни певица перенесла «подпольную культуру вога» на широкую общественность, несмотря на то что Малькольм Макларен занял первое место в чарте Billboard Dance Chart с песней «Deep in Vogue» годом раньше, Мадонна сделала танец популярным. До этого Vogue танцевали исключительно в нелегальных гей-барах и клубах Нью-Йорка.

## Награды
| Год  | Церемония                           | Награда                                  | Результат   |
| ---- | ----------------------------------- | ---------------------------------------- | ----------- |
| 1990 | MTV Video Music Awards              | Видео года                               | Номинирован |
| 1990 | MTV Video Music Awards              | Лучшее женское видео                     | Номинирован |
| 1990 | MTV Video Music Awards              | Лучшее танцевальное видео                | Номинирован |
| 1990 | MTV Video Music Awards              | Лучшая режиссура видео                   | Победитель  |
| 1990 | MTV Video Music Awards              | Лучшая хореография в видео               | Номинирован |
| 1990 | MTV Video Music Awards              | Лучшая художественная постановка в видео | Номинирован |
| 1990 | MTV Video Music Awards              | Лучшее редактирование в видео            | Победитель  |
| 1990 | MTV Video Music Awards              | Лучшая кинематография в видео            | Победитель  |
| 1990 | MTV Video Music Awards              | Выбор зрителя                            | Номинирован |
| 1990 | Rolling Stone Голосование читателей | Лучший сингл                             | Победитель  |
| 1990 | Rolling Stone Голосование читателей | Лучшее видео                             | Победитель  |
| 1991 | American Music Awards               | Популярный танцевальный сингл            | Победитель  |
| 1991 | Juno Award                          | Лучший Международный Сингл               | Победитель  |

## Список композиций
| US CD Single 1. «Vogue» (Single Version) — 4:19 2. «Vogue» (12" Version) — 8:25 3. «Vogue» (Bette Davis Dub) — 7:26 4. «Vogue» (Strike-A-Pose Dub) — 7:36 US 12" Single 1. «Vogue» (12" Version) — 8:25 2. «Vogue» (Bette Davis Dub) — 7:26 3. «Vogue» (Strike-A-Pose Dub) — 7:36 7" Single (Worldwide) 1. «Vogue» (Single Version) — 4:19 2. «Keep it Together» (Single Version) — 4:31 UK / EU CD Single 1. «Vogue» (12" Version) — 8:25 2. «Keep it Together» (12" Remix) — 7:50 Japanese EP 1. «Vogue» (12" Version) — 8:25 2. «Vogue» (Bette Davis Dub) — 7:28 3. «Vogue» (Strike-A-Pose Dub) — 7:37 4. «Hanky Panky» (Bare Bottom 12" Mix) — 6:36 5. «Hanky Panky» (Bare Bones Single Mix) — 3:54 6. «More» — 4:59 | UK / EU 12" Single 1. «Vogue» (12" Version) — 8:25 2. «Keep it Together» (12" Remix) — 7:50 US Cassette Single 1. «Vogue» (Single Version) — 4:19 2. «Vogue» (Bette Davis Dub) — 7:26 UK / EU Cassette Single 1. «Vogue» (Single Version) — 4:19 2. «Keep it Together» (Single Version) — 4:31 JP 3" CD Single 1. «Vogue» (Single Version) — 4:19 2. «Vogue» (Bette Davis Dub) — 7:26 |

## Официальные версии
| - «Vogue» (Album Version) — 4:49 - «Vogue» (Single Version) — 4:19 - «Vogue» (12" Version) — 8:25 - «Vogue» (12" Version edit) использовано в видеоклипе — 8:04 - «Vogue» (Shep’s On The Fly Dub) — 11:42 - «Vogue» (Bette Davis Dub) — 7:26 | - «Vogue» (Strike-A-Pose Dub) — 7:36 - «Vogue» (Q-Sound Version из «The Immaculate Collection») — 5:16 - «Vogue» (Live at the MTV Video Music Awards 1990) — 5:40 - «Vogue» (Live Version from «I’m Going to Tell You a Secret») — 5:31 - «Vogue» («4 Minutes Mix» Sticky & Sweet Tour Studio Version) — 4:31 |

## Позиции в чартах, продажи и преемственность
| Чарт (1990)                          | Высшее место |
| ------------------------------------ | ------------ |
| Australian Singles Chart             | 1            |
| Austrian Singles Chart               | 7            |
| Belgian VRT Top 30                   | 1            |
| Canadian RPM Singles Chart           | 1            |
| Dutch Top 40                         | 2            |
| European Hot 100 Singles             | 1            |
| Finland (Suomen virallinen lista)    | 1            |
| French Singles Chart                 | 9            |
| German Singles Chart                 | 4            |
| Irish Singles Chart                  | 2            |
| Italian Singles Chart                | 1            |
| Japanese International Singles Chart | 1            |
| New Zealand Singles Chart            | 1            |
| Norwegian Singles Chart              | 1            |
| Spanish Singles Chart                | 1            |
| Swedish Singles Chart                | 1            |
| Swiss Singles Chart                  | 2            |
| UK Singles Chart                     | 1            |
| US Billboard Hot 100                 | 1            |
| US Hot Dance Music/Club Play         | 1            |
| US Hot R&B/Hip-Hop Singles & Tracks  | 16           |

| Чарт (1990)              | Место |
| ------------------------ | ----- |
| Australian Singles Chart | 3     |
| Canadian Singles Chart   | 4     |
| German Singles Chart     | 22    |
| Italian Singles Chart    | 5     |
| Swiss Singles Chart      | 12    |
| UK Singles Chart         | 8     |
| US Billboard Hot 100     | 5     |

| Страна         | Сертификация       |
| -------------- | ------------------ |
| США            | 2x Платиновый диск |
| Канада         | Платиновый диск    |
| Великобритания | Золотой диск       |
| Франция        | Серебряный диск    |